# Ворог народу (п'єса)
«Ворог народу» (норв. En folkefiende) — п'єса норвезького драматурга Генріка Ібсена, написана в 1882 році. Головний герой — лікар Томас Стокманн, який виявляє в лікувальних водах рідного курортного міста забруднення і добивається їх закриття, стаючи «ворогом», адже показує світові правду, яку ніхто не хотів бачити. П'єса стала відповіддю публіці, яка низько оцінила його попередню, скандальну, на той час, п'єсу «Привиди».

## Сюжет
Невеличке курортне містечко в південній Норвегії спіткала надзвичайна подія: лікувальна вода, завдяки якій функціонує курорт, виявляється зараженою бактеріями і не придатною до вживання. Це відкриття належить курортному лікарю Стокманну, який має намір поділитися своїм дослідженням із правлінням курорту та громадськістю, аби спільними зусиллями виправити ситуацію. Але міська влада не в захваті від його сміливих прогресивних ідей, спрямованих на благо суспільства, і, маніпулюючи суспільною свідомістю, схиляє «згуртовану більшість» міських обивателів на свій бік.

## Постановки
Костянтин Станіславський поставив п'єсу в 1900 році в МХТ, де виконав головну роль.
Американський драматург Артур Міллер адаптував п'єсу для бродвейської постановки, де Стокманна зіграв Фредрік Марч. В 1978 році постановка була екранізована зі Стівом Макквіном у головній ролі.
В 1989 році іншу екранізацію зробив індійський режисер Сатьяджит Рай.
Станом на 2020 рік постановка п'єси присутня в репертуарі театру російської драми ім. Лесі Українки.